# Kreuzebra
Kreuzebra est une commune allemande située dans l'arrondissement d'Eichsfeld en Thuringe.

## Géographie

Situation de Kreuzebra dans l'arrondissement

La commune fait partie de la Communauté d'administration de Dingelstädt.

## Démographie
| 1910 | 1933 | 1939 | 1995 | 2000 | 2004 | 2010 |
| ---- | ---- | ---- | ---- | ---- | ---- | ---- |
| 831  | 876  | 847  | 774  | 809  | 810  | 787  |